# Heathcote, New South Wales

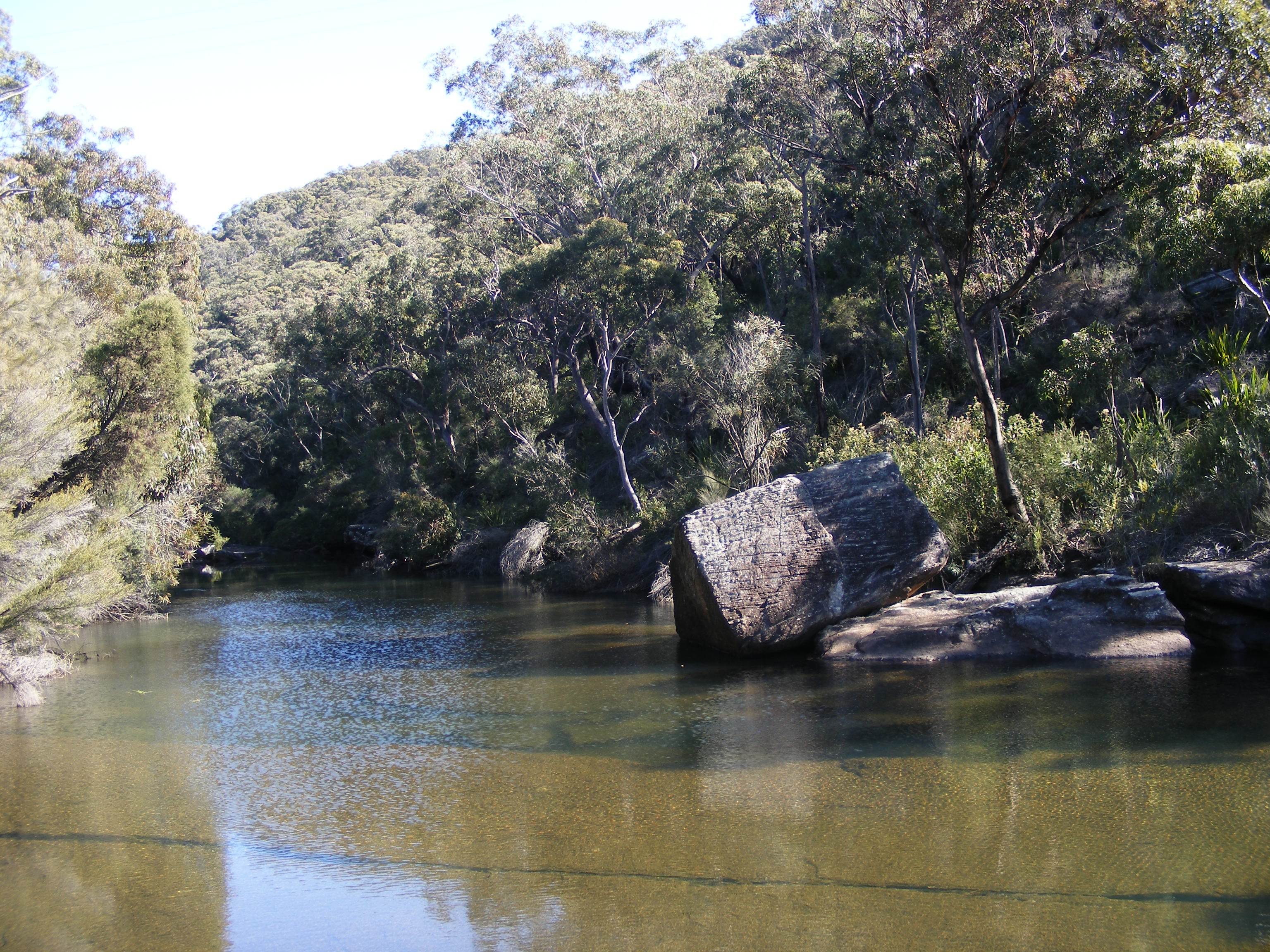
Parcul Naţional the Heathcote

Heathcote este o suburbie în Sydney, Australia.
Heathcote e înconjurată de Parcul Național Heathcote.

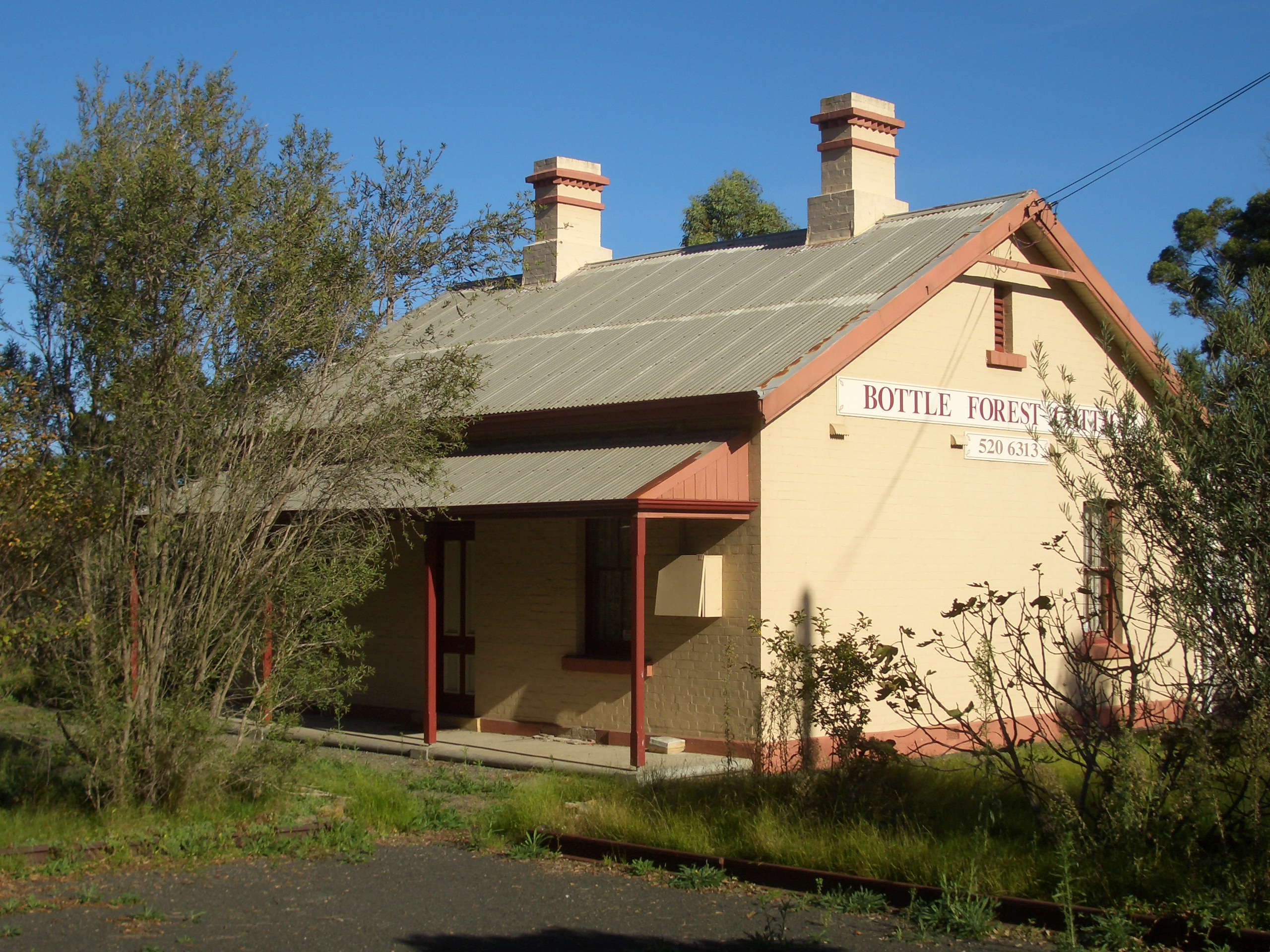
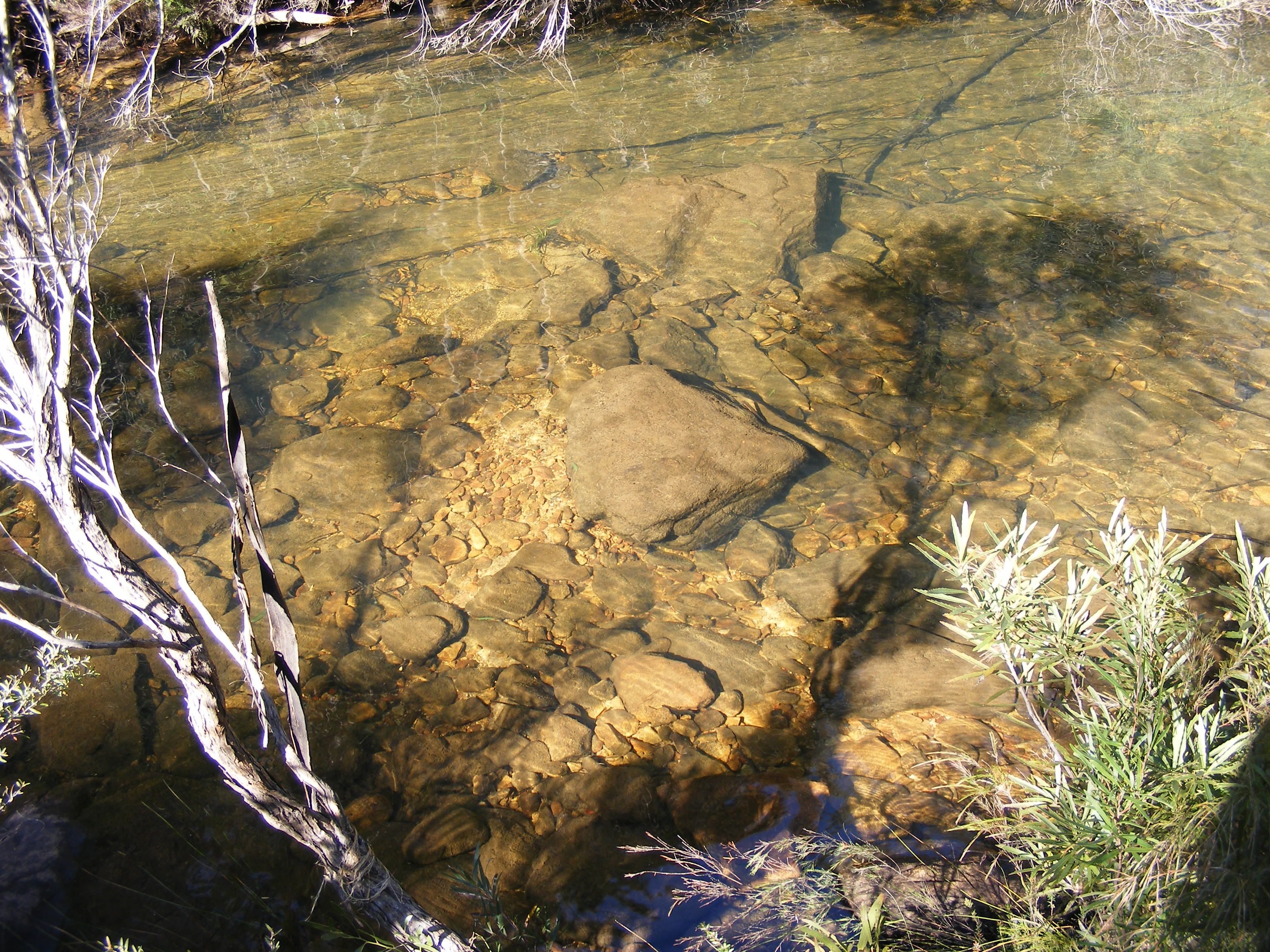
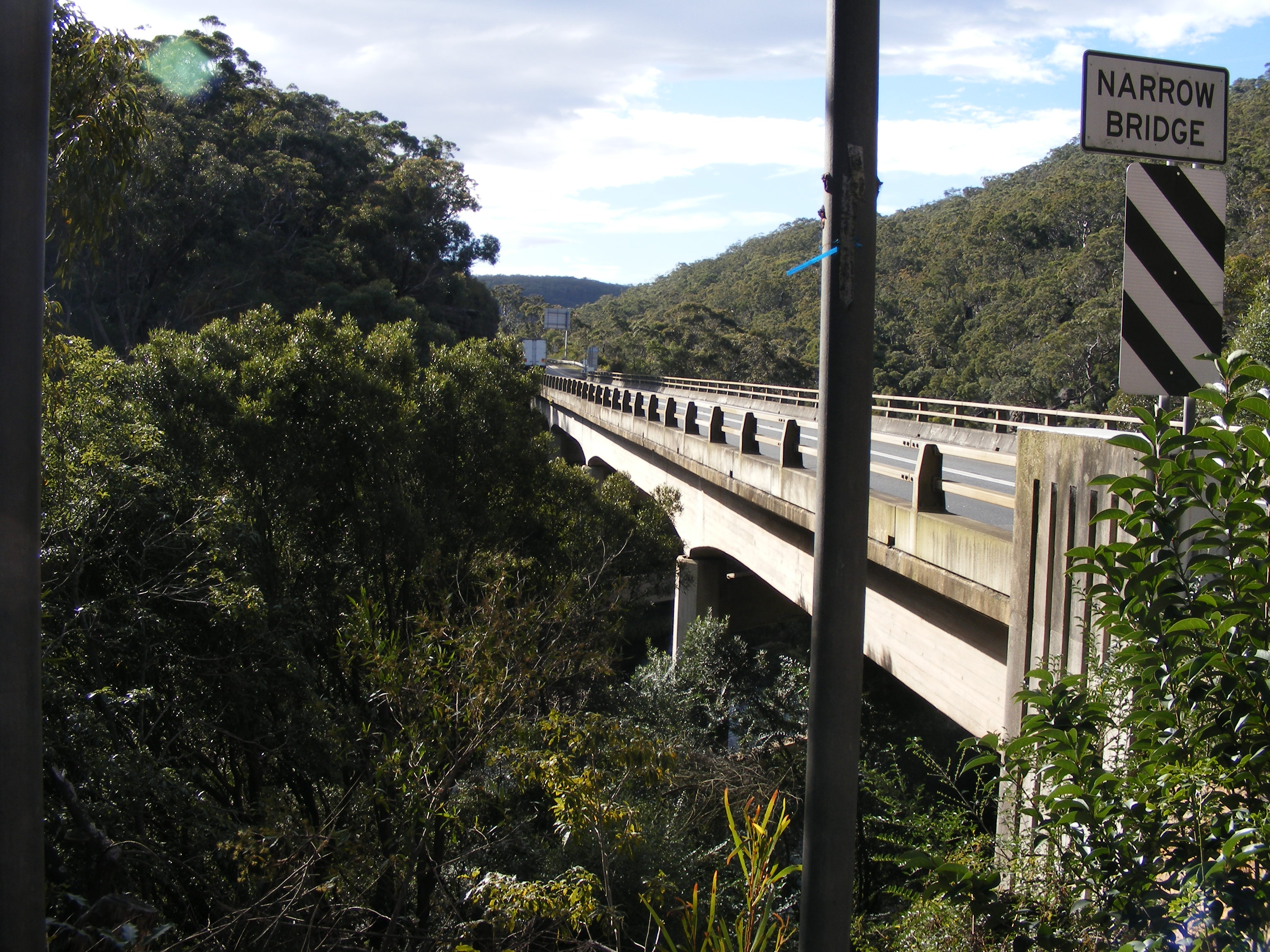
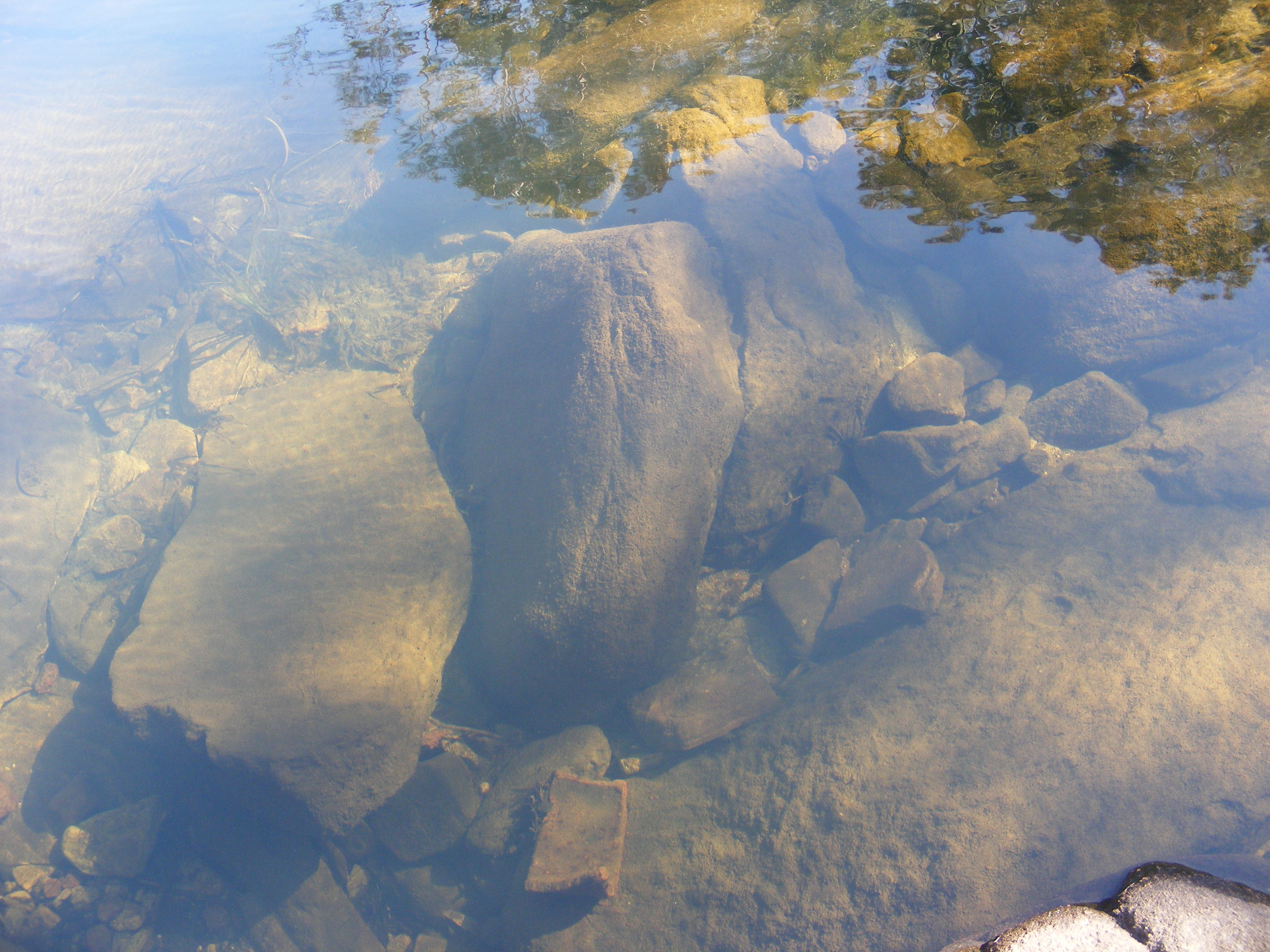
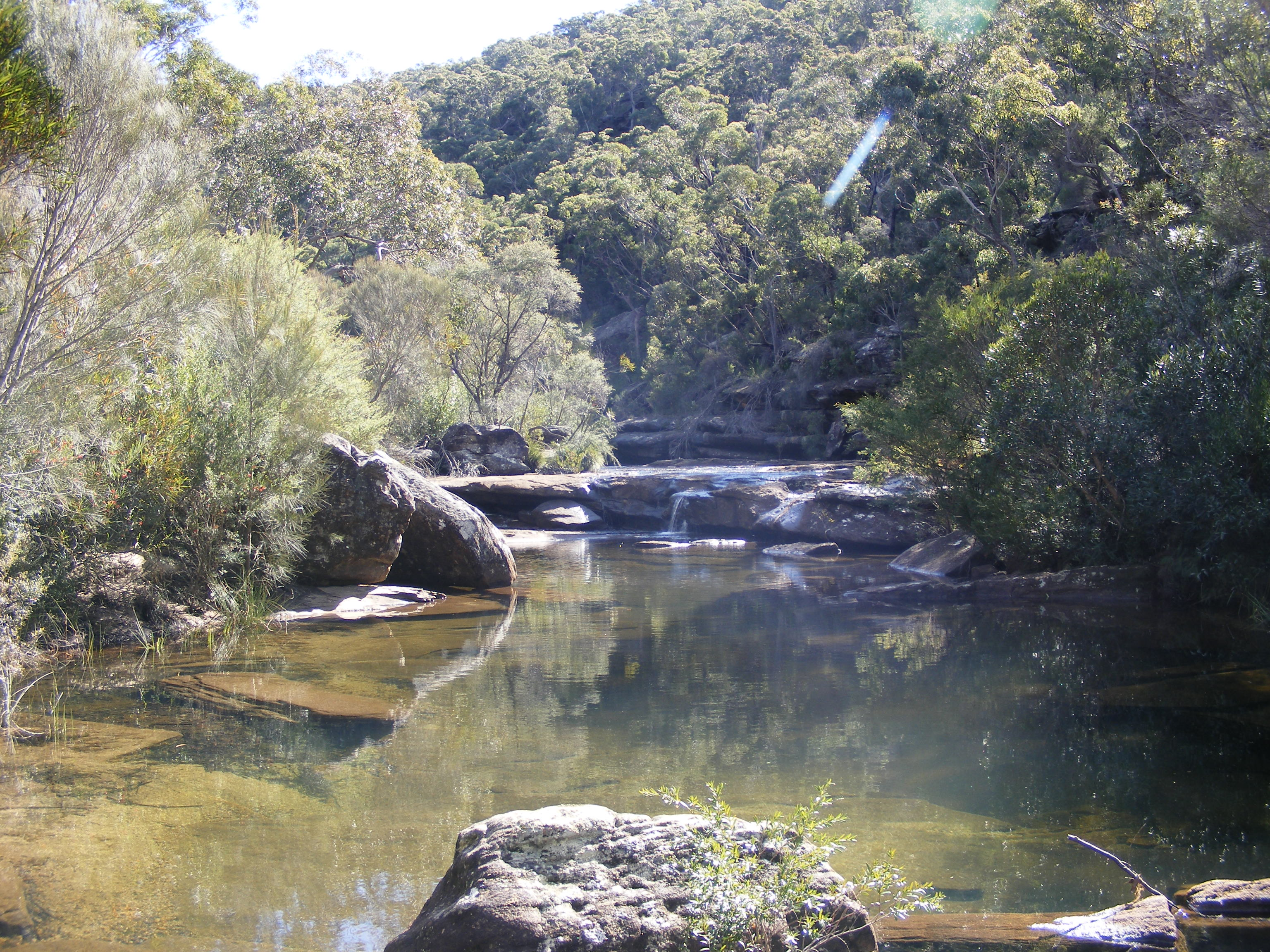
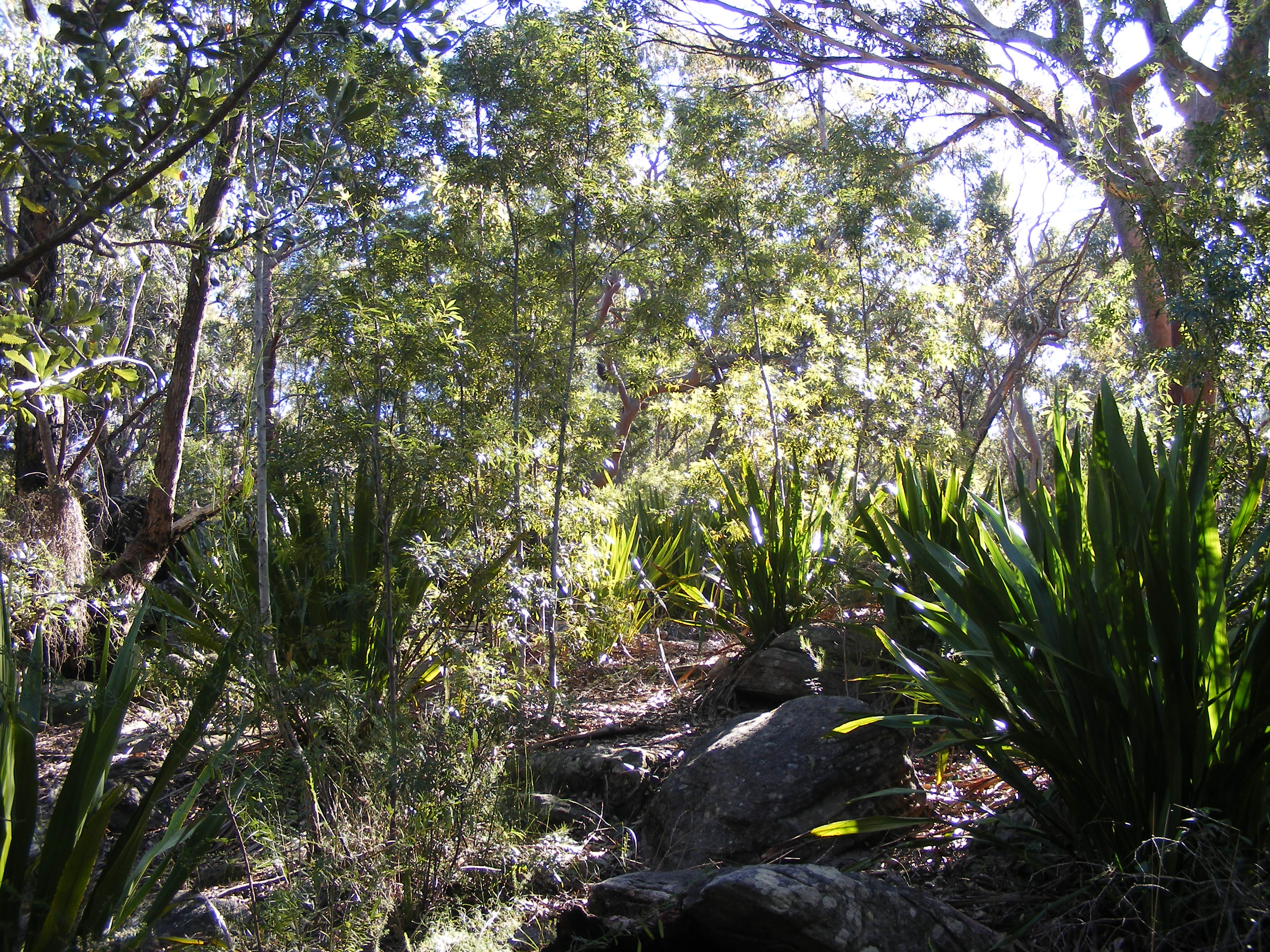
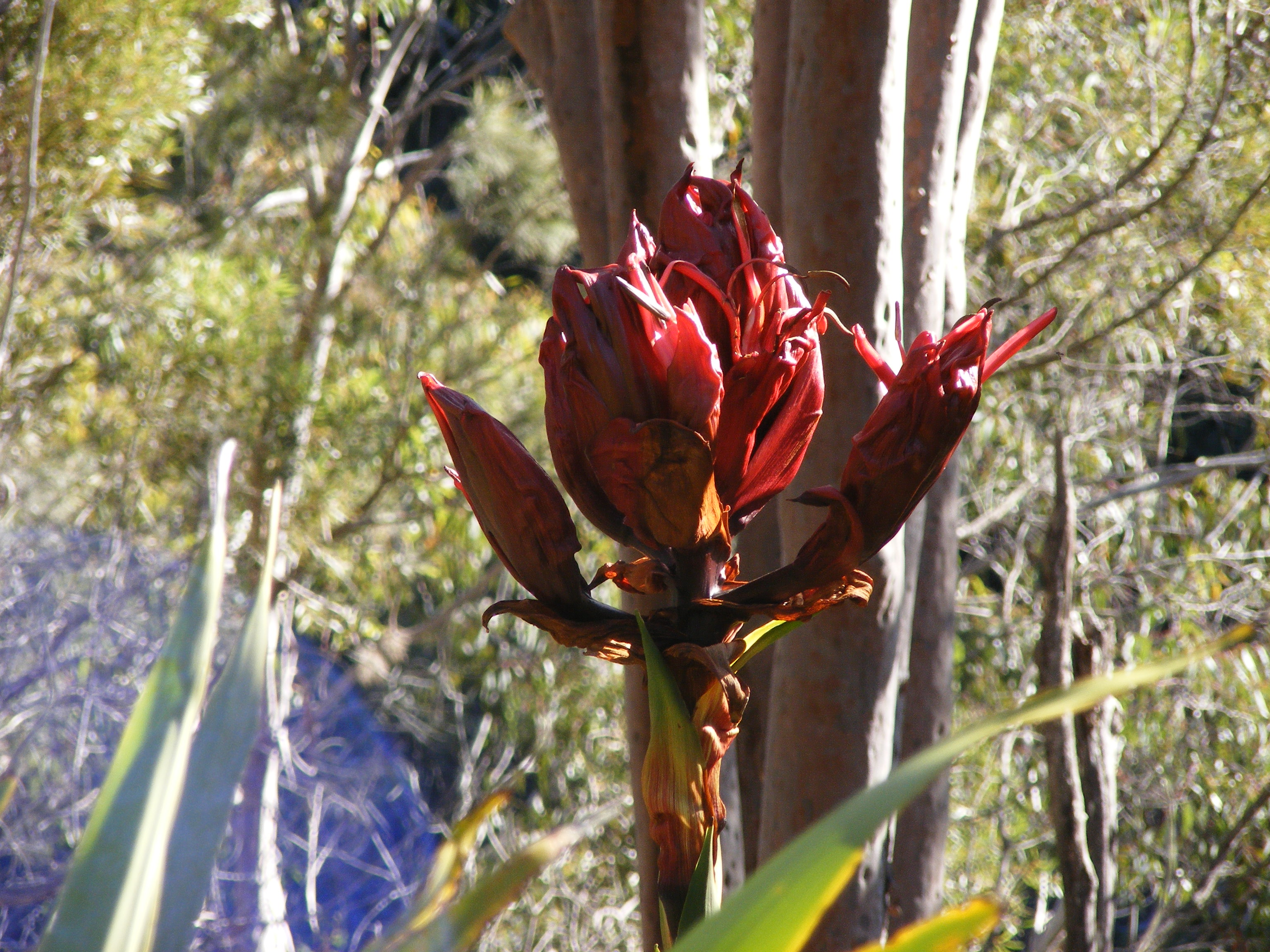
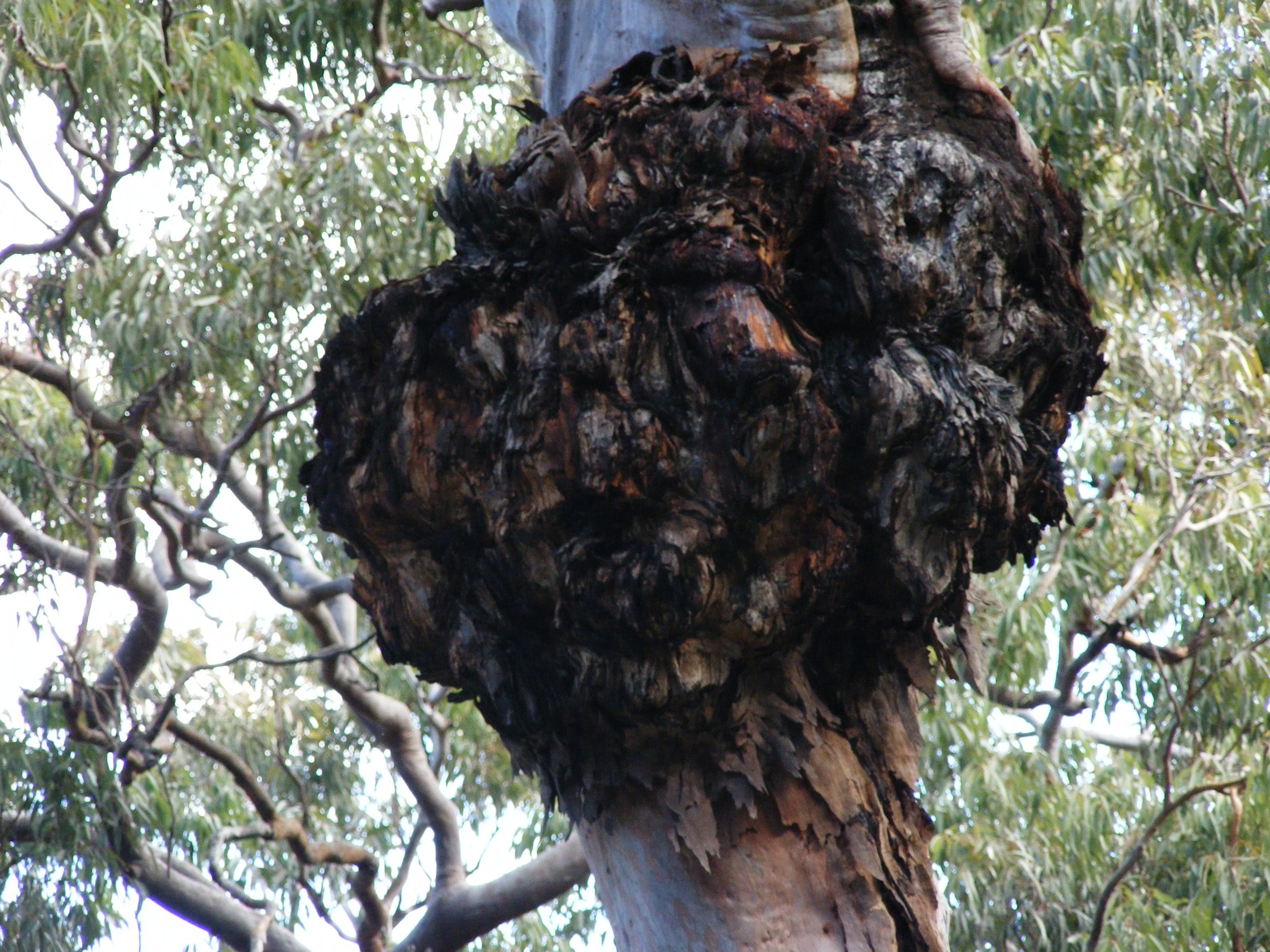